# NecroVision
NecroVision (zapis stylizowany: NecroVisioN) – gra komputerowa z gatunku first-person shooter stworzona przez polską firmę The Farm 51. Akcja rozgrywa się w trakcie I wojny światowej, obejmuje historię alernatywną. Prequel gry NecroVision: Przeklęta kompania. Premiera światowa miała miejsce 27 lutego 2009, premiera w Polsce 6 marca 2009.

## Fabuła
W roku 1916 młody żołnierz Simon Bukner przyłącza się do armii stojącej po stronie aliantów. Podczas gdy ludzkość stoi na skraju wielkiego konfliktu, pod ziemią rozwija się cywilizacja wampirów, która pozostawała niezauważona, ale w wyniku postępu technologicznego otwarła portal do świata demonów, przez co wybucha między nimi konflikt. Do strony wampirów z powodu braku dostatecznie silnych własnych jednostek rekrutowani są żołnierze – gracz wciela się w jednego z nich. Oprócz wrogów w postaci ludzkiej napotyka demony, zombie i wampiry, a zadaniem gracza jest poradzenie sobie zarówno z jednymi, jak i z drugimi.

## Rozgrywka
Gra przestawiona jest z perspektywy pierwszoosobowej. Protagonista dysponuje zarówno oryginalnymi broniami z okresu I wojny światowej (np. Karabin Gew98, Pistolet P08 Parabellum, MG 08/15), jak i artefaktami wampirów, bagnetem i łopatą. Istnieje możliwość wykonania combo (z pomocą uderzenia kolbą, kopnięcia i użyciem bagnetu), w trybie gry wieloosobowej dodatkowo można użyć gazu bojowego, zastawić pułapkę lub wezwać wsparcie artyleryjskie.

## Odbiór
W agregatorze Metacritic średnia ocen wyniosła 63/100 (z 19 recenzji).